# ريم ماجد
ريم ماجد فوزى السيد أبو زيد (1 يناير 1974)، هي مذيعة تلفزيونية مصرية كانت تقدم برنامج «بلدنا بالمصري» على شاشة قناة أون تي في.

## بداياتها
نشأت في مدينة بورسعيد حيت كان أبوها أحد ضباط العبور في هيئة قناة السويس. تخرجت في كلية الإعلام بجامعة القاهرة عام 1995 وفور تخرجها عملت بقناة النيل الدولية (نايل تي في)، حيث عملت قارئة لنشرة الأخبار الفرنسية لمدة 12 سنة، ثم قامت بإخراج مجموعة من الأفلام الوثائقية لقناة الجزيرة للأطفال. كما سبق لها أن قدمت إحدى حلقات برنامج «وجهة نظر».
وتمتاز ريم بجديتها مما جعلها تحظى بمكانة خاصة بين مذيعات النشرات حتى عملت في قناة أون تي في قى برنامج «بالمصرى الفصيح» ثم مع إبراهيم عيسى في برنامج «بلدنا» ثم برنامج «بلدنا بالمصري» على شاشة قناة أون تي في. من أشهر الحلقات التي قدمتها بالأشتراك مع يسري فودة كانت في يوم 2 مارس 2011 حين استضافت رئيس الوزراء المصري أحمد شفيق وواجهه الكاتب الشهير علاء الأسواني والإعلامي حمدي قنديل. وقد استقال أحمد شفيق من رئاسة الوزراء بعد ساعات من انتهاء الحلقة.
في 31 مايو 2011 تم استدعائها للمثول أمام النيابة العسكريَّة للتحقيق معها حول ما دار في حلقة من برنامج «بلدنا بالمصري» في فقرة الَّتي استضافت فيها كلًّا من نبيل شرف الدين وحسام الحملاوي.حيث كشف الحملاوي عن وجود تعذيب في السجون العسكريَّة، فيما ادعي شرف الدين عن وجود تفاهم بين المجلس العسكري وجماعة الأخوان المسلمين، وهو ما نفاه اللواء ممدوح شاهين في اتصال هاتفي في نفس الحلقة من البرنامج.
كانت من الموقعين علي بيان الجمعية الوطنية للتغيير قبل ثورة 25 يناير.

## برامجها
- كان ياما كان
- العالم في ساعة
- بالمصري الفصيح
- بلدنا بالمصري

## وصلات خارجية
- ريم ماجد على موقع قاعدة بيانات الأفلام العربية